# Aranjuez, mon amour
Pour les articles homonymes, voir Aranjuez (homonymie).
Aranjuez, mon amour est une chanson interprétée en 1967 par Richard Anthony. Les paroles sont de Guy Bontempelli, la musique est l'arrangement de l'adagio du Concerto d'Aranjuez de Joaquín Rodrigo. L'épouse de Rodrigo, la pianiste Victoria Kamhi révèlera que son mari a composé ce concerto à la suite de la fausse-couche de cette dernière en 1937.
Cette chanson fut reprise notamment par Nana Mouskouri, par Amália Rodrigues et par Jean-François Maurice en 1988 ainsi que par la québécoise Ginette Reno en 1971.
Massimo Ranieri a chanté une version en italien (parfois accompagné de Dalida), mais en conservant le titre en français. Fairouz, une chanteuse libanaise iconique, l'a interpreté en 1986 durant la guerre civile.

## Genèse
Richard Anthony tenait absolument à adapter le célèbre adagio du Concerto d'Aranjuez. Afin de convaincre Guy Bontempelli de lui écrire des paroles qui évoquent les massacres franquistes qui avaient inspiré le compositeur, il lui tendit un traquenard en le séquestrant dans la chambre d'un hôtel londonien. L'inspiration ne fut heureusement pas longue à venir et dès le lendemain, le parolier soumit son texte au chanteur. Une maquette fut enregistrée et soumise au compositeur qui l'écouta sur son antique tourne-disque Teppaz et donna immédiatement son accord, séduit tant par les arrangements que par la voix de Richard Anthony et les paroles de Guy Bontempelli.